# Egino Weinert

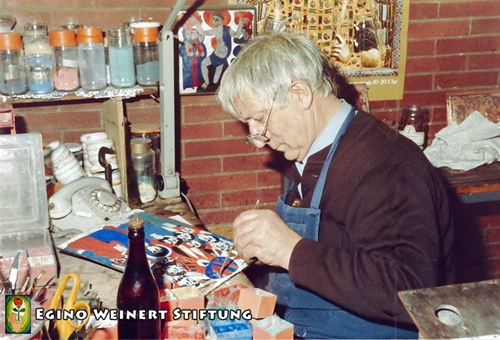
Weinert in seiner Kölner Werkstatt

Egino Günter Weinert (* 3. März 1920 in Berlin-Schöneberg als Franz Stanislaus Günter Przybilski; † 4. September 2012 in Frechen-Königsdorf) war ein deutscher Goldschmied, Bildhauer und Maler der zeitgenössischen sakralen Kunst. Für zahlreiche, überwiegend katholische Kirchen in Deutschland und im Ausland gestaltete er Einrichtungs- und Kunstgegenstände. Unter anderem war Weinert mehrfach für den Heiligen Stuhl tätig, und einige seiner Arbeiten sind heute in der Sammlung Moderner Religiöser Kunst der Vatikanischen Museen zu sehen.
Bemerkenswert ist, dass Weinert den Großteil seiner Arbeiten mit nur einer Hand anfertigte, nachdem er 1945 im Alter von 25 Jahren die rechte Hand durch eine Sprengfalle verlor. Dies zwang Weinert, zur Wiederausübung seines Kunsthandwerkes spezielle Techniken zu erlernen und zu entwickeln.

## Leben und Wirken

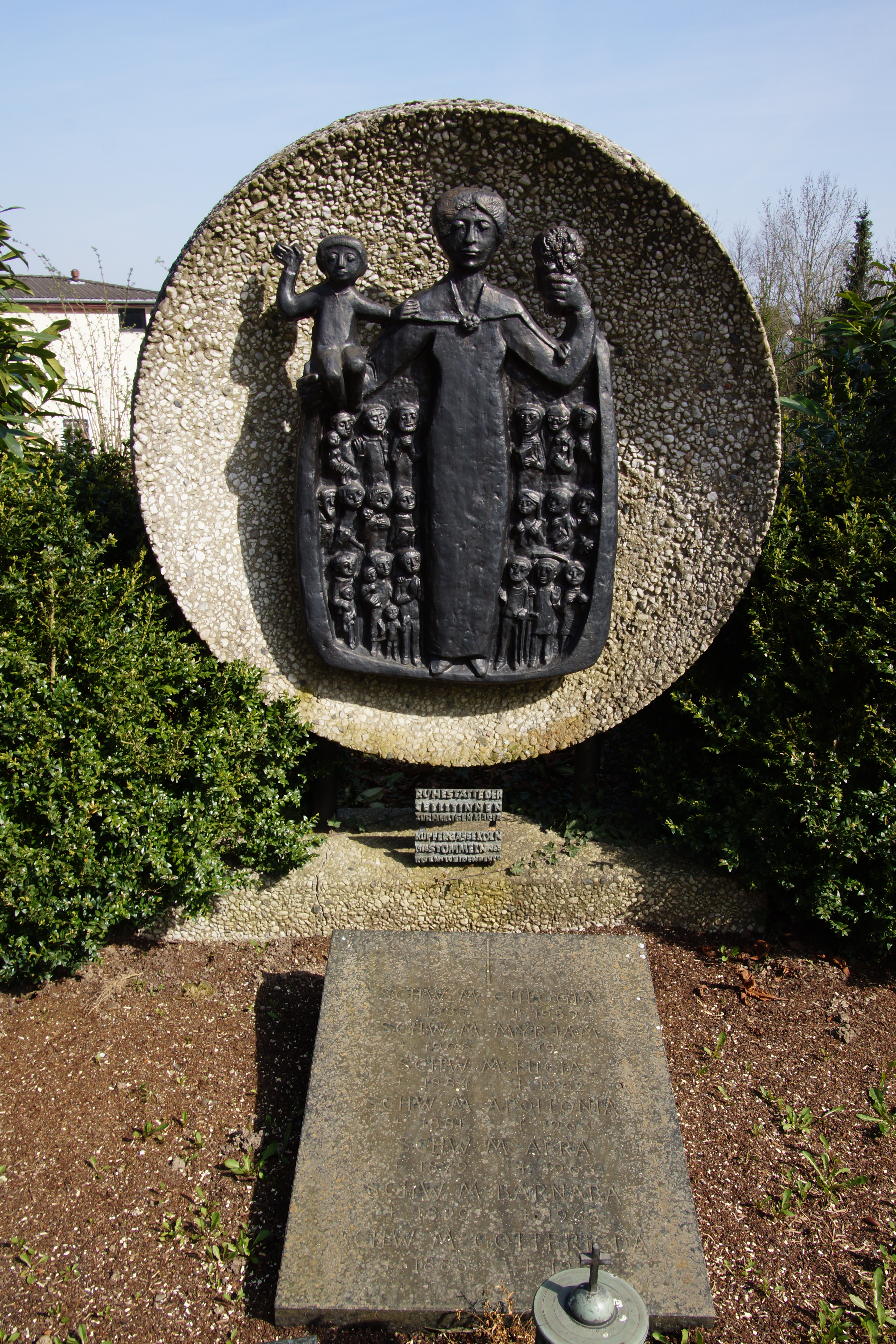
Grabstätte der Cellitinnen zur Hl. Maria in Stommeln

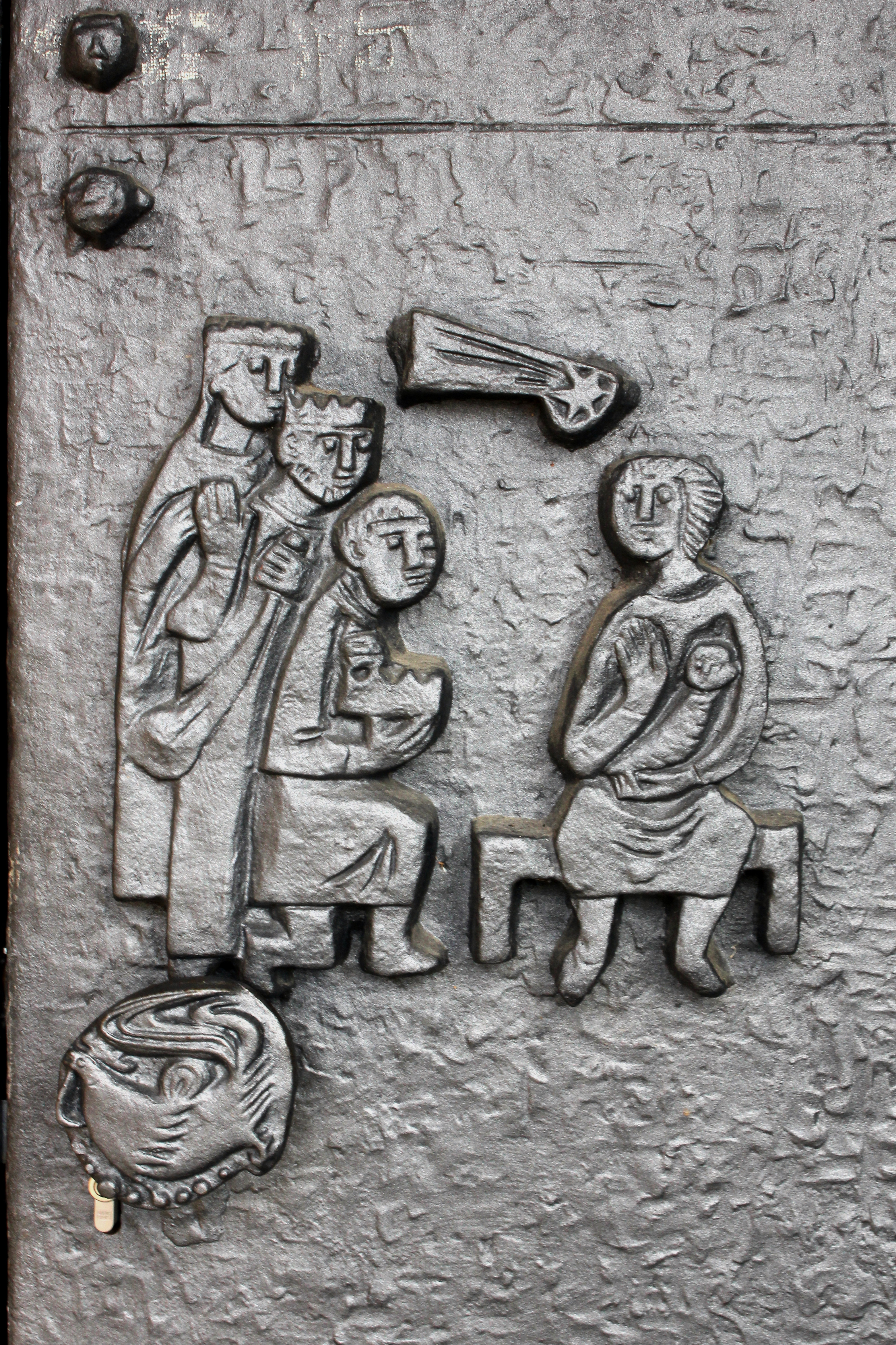
Anbetung der Könige, Relief von Weinert am Portal von St. Sebastianus, Bad Bodendorf

Egino Weinert trat im Alter von 14 Jahren als Klosterschüler in die Abtei Münsterschwarzach bei Würzburg ein. Den Namen Egino erhielt er beim Eintritt ins Kloster, den Nachnamen der Familie ließ der Vater in den 1930er Jahren von Przybilski in Weinert ändern. Er absolvierte zunächst eine kaufmännische Lehre, dann ab 1937 eine Lehre als Restaurator, Kirchenmaler und Bildhauer. 1941 legte er seine Gesellenprüfung als Gold- und Silberschmied mit Auszeichnung ab.
1941 wurde er in Würzburg verhaftet und inhaftiert, da er den Hitlergruß verweigert hatte. Im Zweiten Weltkrieg wurde Weinert von 1941 bis 1945 zur Kriegsmarine eingezogen. Während eines Fronturlaubs legte er die Meisterprüfung ab. Zurück im Krieg wurde er wegen Wehrkraftzersetzung angeklagt und zum Tode verurteilt. Der Vollstreckung des Urteils entkam er nur knapp. Fortan musste er sich vor den Nationalsozialisten verbergen, wobei ihm die Fürsten von Thurn und Taxis behilflich waren.
Nach Kriegsende 1945 kehrte Weinert ins Kloster Münsterschwarzach zurück. Im selben Jahr verlor er seine rechte Hand in seinem Elternhaus in Berlin durch eine als Elektrosicherung getarnte Sprengfalle, die Soldaten der Roten Armee angebracht hatten. Es dauerte mehr als ein Jahr, bis er danach wieder einfache Goldschmiedearbeiten mit der verbleibenden linken Hand ausführen konnte.
1947 besuchte Ewald Jorzig, mit dem Weinert bereits früher Kontakt hatte, das Kloster und bewog den Abt, Weinert an die Kölner Werkschule zu schicken. Dort erlernte Weinert die Feinheiten des Kunsthandwerkes bei Elisabeth Treskow, Josef Jaekel, Heinrich Hußmann und Friedrich Vordemberge. Er war daran beteiligt, den bei der Evakuierung im Zweiten Weltkrieg zerlegten Dreikönigsschrein wieder zusammenzusetzen.
1949 wurde Weinert wenige Wochen vor den Ewigen Gelübden durch einen Konventsbeschluss aus dem Kloster ausgeschlossen, unter anderem, weil er von der Kunstschule zahlreiche weibliche Aktzeichnungen mitgebracht hatte und weil seine Heiligendarstellungen von den konservativen Benediktinern als zu abstrakt angesehen wurden.
Nach dem Ausschluss gründete Weinert 1951 sein erstes eigenes Atelier in Bonn. Nach kurzer Tätigkeit in der Schweiz kehrte er 1954 nach Bonn zurück und ließ sich schließlich mit eigenem Atelier und eigener Werkstatt in Köln nieder, wo er bis zu seinem Tod wohnte. Es folgten 1963 eine zweite Werkstatt im spanischen Dénia und später ein Ausstellungshaus in Frechen-Königsdorf.
In seinen Werkstätten schuf Weinert eine Vielzahl von Sakralgegenständen wie Altäre, Tabernakel, Tauf- und Weihbecken, Ambonen, Kreuze, Kreuzwege, Madonnen, Kelche, Leuchter usw. für überwiegend katholische Kirchen in Deutschland und im Ausland. Er wurde so schnell überregional bekannt und arbeitete für mehrere Päpste, u. a. Johannes XXIII. und Johannes Paul II.
Egino Weinert starb am 4. September 2012 im Alter von 92 Jahren und wurde am 11. September 2012 auf dem Friedhof in Kleinkönigsdorf beigesetzt.

## Familie
1951 heiratete Egino Weinert die Lehrerin Anneliese Leopold. Mit ihr hatte er vier Kinder: Gisela Weinert, Goldschmiedin (Köln), Clemens Weinert, Kunstgießer (Kerpen-Horrem), Egino Weinert, Goldschmiedemeister (Wuppertal), Fidelis Weinert, Goldschmied und Architekt (Köln)
Nach dem Tod seiner Frau heiratete Weinert 1985 Waltraud Förster.
Sein Sohn Egino Weinert jun. ist ebenfalls Silber- und Goldschmied, allerdings nicht im Bereich der sakralen Kunst.

## Ehrungen
Drei Briefmarken des Vatikanstaates von 2001 zeigen Werke von Egino Weinert.

## Ausstellungshaus in Königsdorf und Egino-Weinert-Stiftung
Das Ausstellungshaus in Königsdorf beherbergt eine Dauerausstellung mit Arbeiten des Künstlers. Dort ist auch der Sitz der 2007 gegründeten Egino-Weinert-Stiftung, die sich um den Erhalt seiner Kunst bemüht.

## Werke

### Für Kirchen und Klöster
Egino Weinert stattete mehrere hundert Kirchen mit Werken aus, unter anderem:
| Deutschland - St. Foillan in Aachen (Tabernakel aus Emaille, Hängekreuz mit Emaille, Vortragekreuz) - Kirche Herz Jesu in Aachen-Burtscheid (Vortragekreuz und Custodia) - St. Kunigund in Bamberg (Fenster, Kreuzweg) - Sankt-Antonius-Kirche in Berlin-Friedrichshain (Taufschale, Tabernakel) - St. Matthias in Berlin (Tabernakel, Kreuze, Ambo) - Gemeindezentrum St. Lambertus in Berlin-Hakenfelde (Prinzipalien) - Kath. Pfarrkirche in Berngau bei Neumarkt (Opf.) (Glasfensterwand „Das Leben Jesu“) - St. Nikolaus in Birresborn (diverses) - St. Ursula in Hürth (Kreuzweg), transloziert nach St. Severin in Hermülheim - St. Sebastianus in Bad Bodendorf - Emmauskirche in Bonn, sowie zahlreiche weitere Kirchen in und um Bonn - St. Georg in Bremen (Antonius-Statue, Türbänder) - Schlosskirche St. Maria von den Engeln, Brühl (Kreuzweg, Taufbecken) - St. Marien, Herz Jesu, St. Willehad (2011 profaniert) und evang. Kirche St. Petri in Cuxhaven - St. Otto in Herzogenaurach - St. Antonius in Essen-Frohnhausen (Schrein des Wortes, ehemaliger Tabernakel aus St. Mariä-Geburt, Essen-Frohnhausen). - Mariä Himmelfahrt in Hamburg-Rahlstedt - St. Martinus in Koblenz (Gabelkreuz, Altar, Tabernakel, Ambo) - St. Severin in Köln-Lövenich - St. Nikolaus in Köln-Dünnwald (Leuchter, Kreuzweg) - St. Johann Baptist in Köln-Höhenhaus (Türgriffe, Osterleuchter) - Heilige Familie in Köln-Höhenhaus (Ambo, Tabernakel) - Maria Himmelfahrt in Krefeld-Linn (Altarkreuz) - Kreuzkirche in Rösrath-Kleineichen - St. Augustinus in Saarbrücken (großes Hängekreuz über dem Altar in Emailletechnik) - St. Heinrich und Gunther in Schönbrunn am Lusen/Niederbayern (Bronzeausstattung) - Mariä Heimsuchung in Untersteinach bei Stadtsteinach - St. Martin in Siensbach (Martin-Ikone in Zellenschmelztechnik) - St. Simon und Judas Thaddäus in Stöckelsberg (Berg bei Neumarkt in der Oberpfalz) (Tabernakel, Ambo, Kreuzweg) - Neue St.-Alexander-Kirche in Wallenhorst - Auferstehungskirche in Pirk (Landkreis Neustadt an der Waldnaab bei Weiden, Oberpfalz) - St. Marien in Hilden, bei Düsseldorf - Marienkirche in Düsseldorf-Garath (Statue von Edith Stein) - St. Antonius-Kirche in Bremen-Osterholz - Zum Guten Hirten in Nürnberg-Langwasser (Kreuz, Tabernakel, Vortragekreuz, Taufbecken, Kirchenfenster mit Kreuzweg) - Maria Himmelfahrt in Bad Breisig (Altar) - Heilig Kreuz in Bad Homburg v. d. H. (Tabernakel, Emporenbrüstung) - St. Hildegard im Meisengarten in Bonn, Bad Godesberg (Custodia) - St. Suitbert in Bottrop, Vonderort, (Kreuz, Ambo und Tabernakel) | Dänemark - Kirche in Birkerød-Nordvanggård - Kapelle der Nuntiatur in Kopenhagen Island - Karmeliterinnenkloster in Hafnarfjörður Italien - Kapelle der Servitinnen von Galeazza, Bologna Luxemburg - St. Petrus in Bieles - St. Jakob in Roodt-Syr - Maria Heil der Kranken in Luxemburg-Kirchberg - Krankenhauskapelle Fondation Norbert Metz in Luxemburg-Eich Österreich - St. Kolumban und St. Gallus in Bregenz (diverses) Polen - Brigittenkirche in Danzig (Kreuzweg Bronze) - Kirche in Tschenstochau (goldene Madonna, Osterleuchter in Bronze) Portugal - Karmeliterinnenkloster in Aveiro - Madonna in Fátima Spanien - St. Antonius und St. Johannes, Dénia (diverses) Südkorea - Kirche in Gasil (가실성당) Vereinigte Staaten - Christ Cathedral, Garden Grove (Kalifornien) (Tabernakel, 2019 dort eingebaut) |

### Sonstige Werke

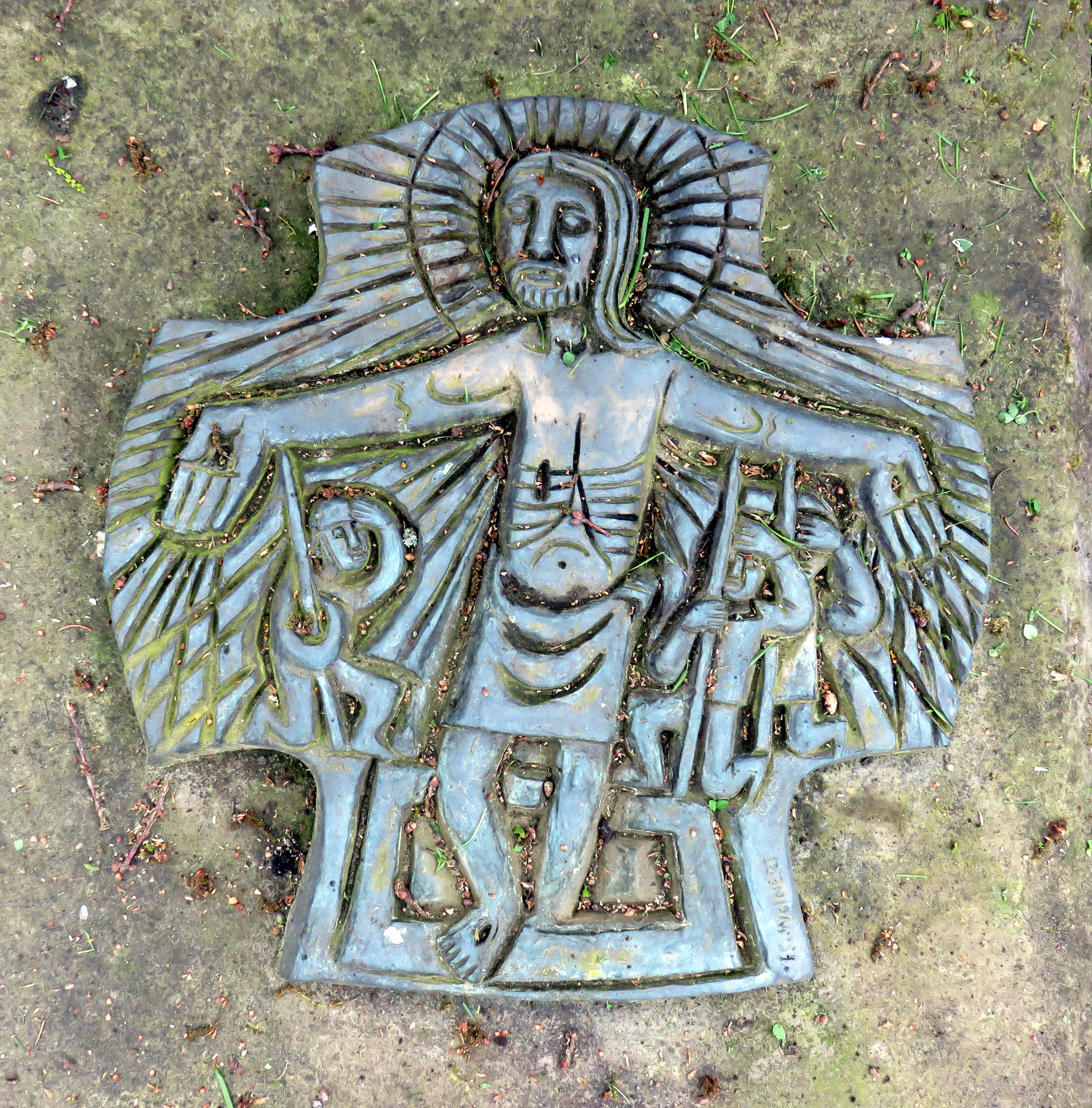
Grabplatte Stockhausen, Friedhof Ohlsdorf

- Kreuzweg Katholische Bruderschaft, Friedhof Ohlsdorf, Hamburg
- Grabplatten-Relief für Pastor Joachim von Stockhausen, Friedhof Ohlsdorf, Hamburg
- Edith-Stein-Medaille, Auschwitz
- Bronzetafel für Edith Stein, aufgestellt im Carmel, Israel
- Tafel mit dem Gekreuzigten am Haus der Mystikerin Therese Neumann in Konnersreuth